# Anna Kaczmar
Anna Kaczmar (ur. 26 września 1985 w Bielsku-Białej) – polska siatkarka, grająca na pozycji rozgrywającej. 
Po sezonie 2021/2022 zakończyła karierę. 

## Sukcesy klubowe
Puchar Polski:
- 2009, 2015

Mistrzostwo Polski:
- 2010
- 2009, 2015, 2016, 2020, 2021
- 2011, 2013, 2017

Puchar CEV:
- 2013
- 2015

Superpuchar Polski:
- 2013

## Sukcesy reprezentacyjne
Letnia Uniwersjada:
- 2009

## Nagrody indywidualne
- 2015: Najlepsza rozgrywająca Pucharu CEV